# Detektivní agentura Půlměsíc
Detektivní agentura Půlměsíc je kniha Eoina Colfera. Její hlavní postavou je Fletcher Moon.

## Postavy
- Fletcher Moon – detektiv
- Red Sharkey – poskok detektiva
- Papá – mafiánský Boss
- April Deveruxová – vedoucí Les Jeunes Eudintelés
- May Deveruxová – sestřenice April, milá holka
- George Deverux – fantom Locku,pomstychtivý manžel
- Murt Hourian – kamarád fletchera,policista
- John Cassidy – Strážník
- Herod – Redův bratr, malý kriminálník
- paní Quinnová – vedoucí školy
- Hazel – Fletcherova sestra

## Děj
Fletcher je mladý kluk hrající si na detektiva až do doby, než si ho pochybná dívka April Deveruxová najme, aby vyšetřil Reda Sharkeye pro podezření z krádeže vlasů (a ne ledajakých). Fletcher to zkoumá, až narazí na policejní zprávy o záhadném Lockém fantomovi, který páchá podivné zločiny, například: Krade jehly z gramofonů, nutí lidi do přejídání. Fletcher si myslí, že to dělá Red kluk z mafiánské rodiny, který mu navíc ukradl odznak. V noci ho potom někdo volá na zahradu a Fletcher tam jde. Pak si nic nepamatuje, jen to, že se probudil v nemocnici. Doktor ho ujistí, že bude žít a dokonce i chodit, Fletcherův mozek, páteř, lebka a ruce jsou velmi poškozené. Fletcher si opět myslí, že to udělal Red. Jde si k May Deveruxové pro foťák na důkazy. Když k May doběhne, vidí, že jí hoří dům, a tak začne křičet, což je takový otřes pro jeho mozek, že upadne do bezvědomí. Druhý den se probudí na policejní stanici a zjišťuje, že je obviněn ze žhářství. Pak ho Murt Hourian veze k soudu, cestou mu začne dýmat motor, tak Fletchera posadí na lavičku a kontroluje motor, v tu chvíli přijede Red naloží Fletchera na kolo a ujíždí před Murtem. Cestou Fletcherovi říká, že nechce do dětského domova a že se musí postarat o Heroda. Fletcher nepochybující o nevině Redově i Aprilině pouští se znovu do vyšetřování. Brzy zjistí, že útokům fantoma je vystavena hlavně mládež, ale ohrožuje to celý Lock, poté co provádí vyšetřování se dostává konečně na stopu. Zjišťuje, že April není zas takový svatoušek, proto se vloupávají do Aprilina domu, kde vidí gang Les Jeunes Eudintelés chtějící ovládnout svět a být jako Mary Robinsonová, lstí přivedou policii na gang a vše klapne. Fletcher spokojený, že vyhrál, neposlouchá Papáho, který mu řekl: Tenhle případ ještě neskončil, měj se na pozoru, to je instinkt. Fletcher nadšeně volá Murtovi a ptá se ho na případ, ale Murt mu říká, že April za nic nemůže a Fletcher bude obviněn za vyhýbání se trestu, Fletcher tedy projde další záznamy a zjišťuje, že fantom je pořád na svobodě a znovu udeřil. S Redem proto jedou za detektivkou Veronikou, která jim řekne o dalších obětích a najde pojítko: Škola sv. Jerolíma. Fletcher je u vytržení v samém blahu, že je tak blízko, dokud Red neřekne: Jaké pojítko? Fletcherovi zbývá jediná možnost dostat se do knihy paní Quinnové a najít fantoma. Nachází, co chtěli, a vydávají se na soutěž talentů, se kterou měli poškození co dočinění, Fletcher spěchá, myslí si, že fantom chce zaútočit na May, ale Red ho zarazí a poví mu, že May nemůže být ta dobrá, všichni jsou ze hry kromě ní, co by měl fantom za důvod? Fletcher nakonec fantoma najde George Deveruxe, který pomohl May, která nic nevěděla tím, že vyřadil soupeře. Když se to May dozví, Fletcher jí tim ublíží a už ho nechce vidět. Fletcherova láska zůstala neopětována.